# Ein Feind des Volkes
Ein Feind des Volkes ist eine 1976 entstandene und mit einiger Verspätung 1978 in den Vereinigten Staaten angelaufene, US-amerikanische Verfilmung von Henrik Ibsens 1882 erschienenem Schauspiel Ein Volksfeind, in der Bearbeitung von Arthur Miller. Die Hauptrolle erhielt der auf Actionstoffe spezialisierte Hollywoodstar Steve McQueen. Regie führte George Schaefer.

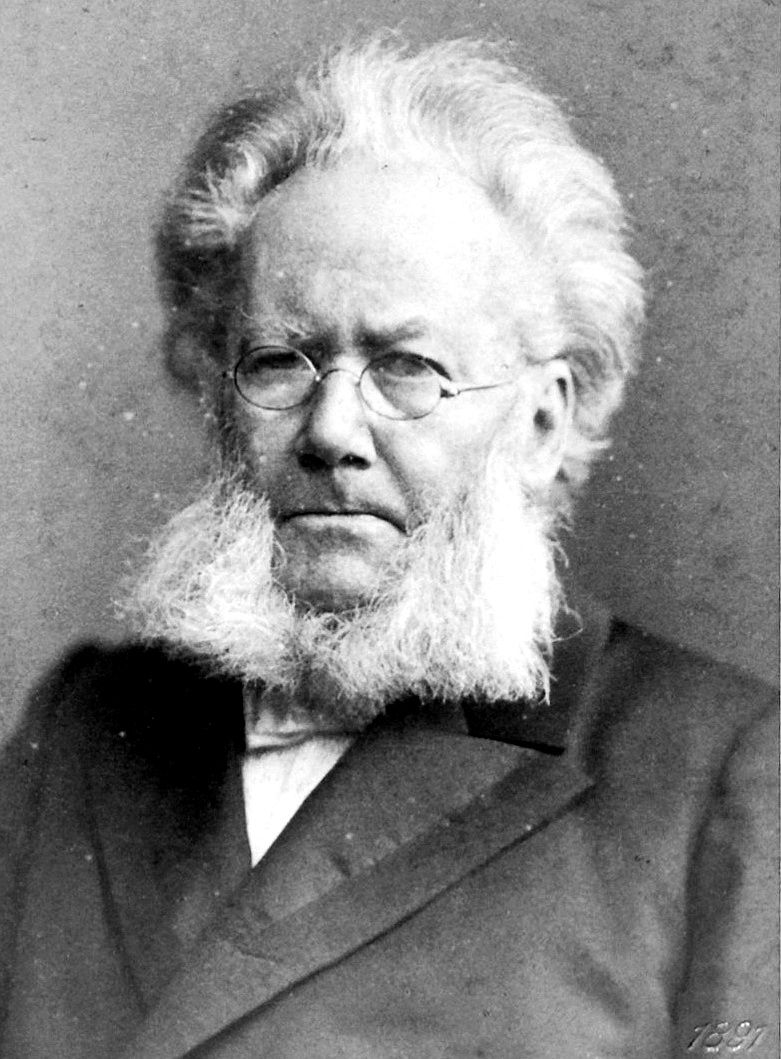
Autor der Vorlage zu diesem Film: Henrik Ibsen

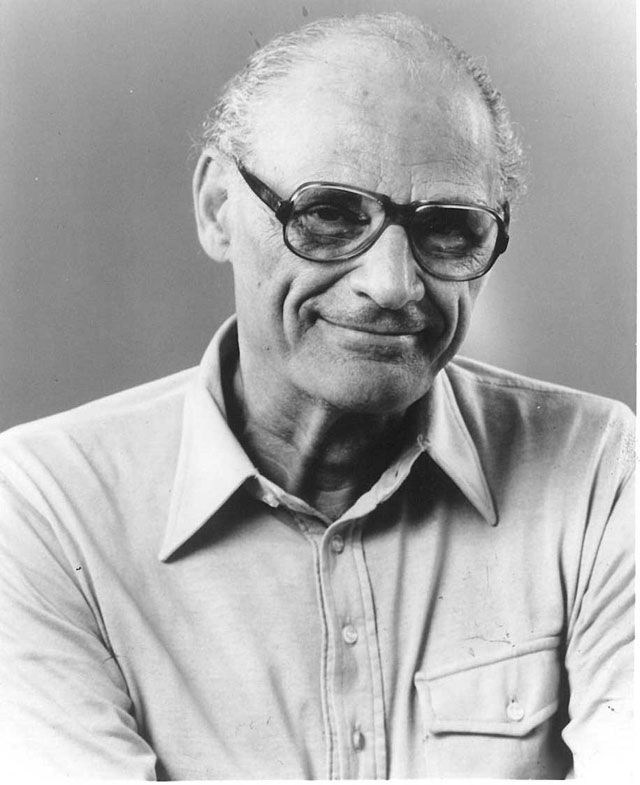
Bearbeiter der Vorlage: Arthur Miller

## Handlung
Der Film hält sich weitgehend an Millers Bearbeitung der Vorlage Ibsens.
Dr. med. Thomas Stockmann ist Arzt mit einer eigenen Praxis in einer norwegischen Kleinstadt. Er ist mit Catherine verheiratet und hat mit Petra eine gerade volljährige Tochter und mit Morton und Ejlif zwei heranwachsende Söhne. Thomas’ ehrgeiziger Bruder Peter, der als Bürgermeister des Ortes deren ökonomische Geschicke bestimmt, will den Ort als Kurort groß herausbringen. Doch Thomas untersucht die so genannte „Heilquelle“ und muss feststellen, dass das Wasser aufgrund der zugeleiteten Abwässer kontaminiert ist. Dank der Heilquelle ist der Ort jedoch erst wohlhabend geworden. Niemand ist an Dr. Stockmanns Erkenntnissen interessiert, bedeuten sie doch große Gefahr für den Wohlstand. Die Entscheidungsträger und Investoren stellen sich nun ebenso wie Peter Stockmann gegen den Arzt. Es steht sehr viel Geld auf dem Spiel, und bald beginnt man Thomas Stockmann als einen Feind des Volkes zu bezeichnen. 
Die Anfeindungen, denen der aufrichtige und unkorrumpierbare Mediziner ausgesetzt ist, eskalieren zunehmend. Thomas will Aufklärungsarbeit leisten und beginnt jedermann über die Gefahren des verschmutzen Wassers zu informieren. Doch die große Mehrheit des Ortes will nichts davon wissen; viel zu groß ist die Angst, dass einträgliche Pfründen verloren gehen könnten. Schließlich resigniert der Arzt, und so fasst Dr. Stockmann den Entschluss, mit seiner Familie an seine einstige Wirkungsstätte in der anderen Stadt, von der er gekommen war zurückzukehren. Da greift der zuständige Minister ein und schlägt sich auf Stockmanns Seite. Das hat zur Folge, dass der „Volksfeind“, den man in ihm gesehen hatte, voll und ganz rehabilitiert ist. Plötzlich steht man im Ort wieder hinter ihm. Stockmanns Reformvorschläge werden verwirklicht.

## Produktionsnotizen und Wissenswertes
Die Besetzung von McQueen in der Titelrolle stieß national wie international auf großes Erstaunen. Nach seinem Megaerfolg Flammendes Inferno (1974) mit Filmpartner Paul Newman war McQueen der ewigen Actionfilme müde und suchte nach einem schauspielerisch fordernden und intellektuelleren Stoff. In den folgenden zwei Jahren lehnte der Schauspieler, der Mitte der 1970er Jahre als größter Kassengarant Hollywoods galt, ein Rollenangebot nach dem anderen ab. Zumeist waren dafür zwei Gründe ausschlaggebend: McQueen stellte zum Teil absurd hohe Gagenforderungen, und außerdem wollte er in seinen zukünftigen Filmen unbedingt seine eher als talentfrei angesehene Ehefrau Ali MacGraw ebenfalls besetzt sehen.
Schließlich stand eines Tages der klassische, literarische Theaterstoff Ein Volksfeind zur Diskussion. McQueen sagte seine Mitwirkung für eine für seine Gagenverhältnisse nahezu symbolhafte Entlohnung zu und sorgte auch als Herstellungsleiter (sog. executive producer) für die Finanzierung. Als Beweggrund für die Verfilmung des Ibsen-Stoffs gab der Star zu Protokoll: „Der Hauptgrund, weshalb ich den Film gedreht habe, war nicht, um Dollars zu verdienen, sondern auch mal irgendetwas zu machen, woran ich glauben konnte.“ Ein Feind des Volkes entstand sehr kostengünstig ab dem 30. August 1976 und war im Frühjahr 1977 zur Uraufführung bereit. Dennoch kam es nicht dazu, da der Vertrieb von Warner Bros. ratlos gewesen sein soll, wie man einen derart wortlastigen McQueen-Film bewerben sollte, in dem der Star aufgrund seiner Bart- und Haartracht kaum zu erkennen war.
Die Deutschland-Premiere war für den 28. Oktober 1977 vorgesehen, die, sollte es dazu gekommen sein, vermutlich auch die Welturaufführung gewesen wäre. Die erste gesicherte deutsche Präsentation von Ein Feind des Volkes war die Fernsehausstrahlung am 13. September 1999 auf RTL 2. In den USA gab es eine limitierte Aufführung am 17. März 1978 in einigen ausgesuchten Collegestädten. Die US-Fassung wurde um knapp eine Viertelstunde gegenüber der deutschen TV-Premiere von 1999 gekürzt. Dennoch fand auch diese gestraffte Version keinen Anklang, woraufhin der für Oktober 1978 vorgesehene Massenstart in den Vereinigten Staaten gestrichen wurde.
Die Filmbauten entwarf Eugène Lourié, Noel Taylor gestaltete die Kostüme. Philip L. Parslow übernahm die Produktionsleitung.

## Kritiken
Die Kritiken fielen durchgehend negativ aus, zu wenig korrespondierte die Erwartungshaltung mit der sehr ungewöhnlichen Besetzung der männlichen Hauptrolle. Dementsprechend blieben die Fans von McQueens Actionfilmerfolgen konsequent den wenigen Kinos, in denen An Enemy of the People gezeigt wurden, fern.

„1976 trat McQueen mit dem zentralen Part des Dr. Stockmann in einer von ihm hergestellten, ebenso ambitionierten wie recht erfolglosen Verfilmung von Ibsens 'Ein Volksfeind' erneut vor die Kamera. Der Versuch, dadurch als ernstzunehmender, vielseitiger Charakterinterpret Anerkennung bei Fachpresse und Publikum zu erhalten, mißlang vollständig.“

Im Lexikon des internationalen Films heißt es: „Enttäuschende (Fernseh-)Verfilmung [sic!] des Theaterstücks Der Volksfeind" von Henrik Ibsen, die vor allem an der völligen Fehlbesetzung des Hauptcharakters krankt.“
Leonard Maltin befand, dass der Film einerseits eine „aufrichtige, schwerfällige Anstrengung eines Liebesdienstes“ sei, andererseits einer von McQueens „besseren Filme seiner finalen Periode“ war.